# 2012年フランス大統領選挙
2012年フランス大統領選挙（2012ねんフランスだいとうりょうせんきょ）は、フランス第五共和政における10回目のフランス大統領選挙である。2012年5月16日に任期満了するニコラ・サルコジ大統領の後継大統領を選ぶ選挙である。
1回目の投票は4月22日で、過半数を獲得する候補者がいなかったため、5月6日に上位2名による決選投票が執行された。この結果、フランソワ・オランドが当選した。任期は、2017年までの5年間である。

## 日程
- 2012年2月25日 - 選挙実施を宣言
- 3月16日 - 立候補支持署名最終期限（500名以上）
- 3月19日 - 立候補が認められた候補者リスト発表
- 4月9日 - 選挙運動開始
- 4月20日 - 選挙運動終了
- 4月22日 - 第1回投票
- 4月25日 - 開票結果発表
- 4月27日 - 第2回投票の候補者リスト発表
- 5月6日 - 第2回投票（決選投票）[1]
- 5月10日 - 開票結果発表
- 5月16日 - ニコラ・サルコジ現大統領の任期満了

## 立候補者
18歳以上のフランス国民には大統領選挙の被選挙権資格があるが泡沫候補を防止する観点から、大統領選挙立候補者には最低でも500名の推薦人（市町村長、欧州議会議員、国会、地域圏議会等の議員）署名を提出することが求められる。
3月16日までに提出された推薦人署名が有効であるか否かを確認した後、3月19日の憲法会議で10名が正式に候補者として認定された。右派与党・国民運動連合を離脱し、新党「共和国連帯」を立ち上げたヴィルパン元首相も立候補を表明していたが、立候補に必要な500名の推薦が集まらず断念した。極右・国民戦線のルペン党首も推薦人集めに苦労したが、期日ぎりぎりで立候補に漕ぎ着けた。
最終的に立候補が認められた立候補者10名は以下の通りである。
| 候補者                                            | 年齢 | 性別 | 党派                  | 備考                                                                                               |
| ------------------------------------------------- | ---- | ---- | --------------------- | -------------------------------------------------------------------------------------------------- |
| ニコラ・サルコジ Nicolas Sarközy                  | 57   | 男   | 国民運動連合 UMP      | 現大統領。新自由主義・新保守主義的政策を推進。                                                     |
| フランソワ・オランド François Hollande            | 57   | 男   | 社会党 PS             | 前第一書記。雇用創出や富裕層への課税強化を主張。                                                   |
| マリーヌ・ル・ペン Marine Le Pen                  | 43   | 女   | 国民戦線 FN           | FN党首。不法移民排除を主張。                                                                       |
| フランソワ・バイル François Bayrou                | 60   | 男   | 民主運動 MODEM        | 議長。3度目の大統領選立候補。                                                                      |
| ジャン＝リュック・メランション Jean-Luc Mélenchon | 60   | 男   | 左翼党 PG             | 左翼党共同議長、元社会党上院議員。新しい欧州の構築を主張。フランス共産党などと「左翼戦線」を構成。 |
| エヴァ・ジョリ Eva Joly                           | 68   | 女   | 緑の党 EELV           | ノルウェー出身の欧州議会議員。反核を主張。                                                         |
| ニコラ・デュポン＝エニャン Nicolas Dupont-Aignan  | 51   | 男   | 立ち上がれ!共和国 DLR | 統一通貨ユーロの廃止を主張。エソンヌ県イェール市長。                                               |
| ジャック・シュミナド Jacques Cheminade            | 70   | 男   | 連帯と進歩 SP         | アルゼンチン出身。                                                                                 |
| ナタリー・アルトー Nathalie Arthaud               | 42   | 女   | 労働者の闘争 LO       | 失業ゼロや収入の底上げを主張。市議会議員。                                                         |
| フィリップ・プトー Philippe Poutou                | 45   | 男   | 反資本主義新党 NPA    | 解雇禁止や反原発を主張。自動車工場労働者。                                                         |

候補者の列のソートボタンで元の順序に戻る。
出典：2012年フランス大統領選挙。ザ・選挙（2012年4月6日閲覧）

## 選挙結果
4月22日、第1回投票が行われ、社会党のオランドが1位となり、現職のサルコジ大統領は2位に留まった。しかし、オランドの得票率は28.63%で過半数には達しなかったため、オランドとサルコジの上位2名が決選投票へと進んだ。
5月6日に第2回投票が行われた結果、オランドが51.67%の得票で初当選し、1995年に退任したフランソワ・ミッテラン以来17年ぶりとなる社会党の大統領が誕生する運びとなった。
| 候補者                                                  | 所属政党                  | 第1回投票  | 第1回投票 | 第2回投票  | 第2回投票 |
| 候補者                                                  | 所属政党                  | 得票数     | 得票率    | 得票数     | 得票率    |
| ------------------------------------------------------- | ------------------------- | ---------- | --------- | ---------- | --------- |
| フランソワ・オランド François Hollande                  | 社会党 （PS）             | 10,272,705 | 28.63     | 18,000,668 | 51.64     |
| ニコラ・サルコジ Nicolas Sarközy                        | 国民運動連合 （UMP）      | 9,753,629  | 27.18     | 16,860,685 | 48.36     |
| マリーヌ・ル・ペン Marine Le Pen                        | 国民戦線 （FN）           | 6,421,426  | 17.90     |            |           |
| ジャン＝リュック・メランション Jean-Luc Mélenchon       | 左翼党 （PG）             | 3,984,822  | 11.10     |            |           |
| フランソワ・バイル François Bayrou                      | 民主運動 （MODEM）        | 3,275,122  | 9.13      |            |           |
| エヴァ・ジョリ Eva Joly                                 | 緑の党 （EELV）           | 828,345    | 2.31      |            |           |
| ニコラ・デュポン＝エニャン Nicolas Dupont-Aignan        | 立ち上がれ!共和国 （DLR） | 643,907    | 1.79      |            |           |
| フィリップ・プトー Philippe Poutou                      | 反資本主義新党 （NPA）    | 411,160    | 1.15      |            |           |
| ナタリー・アルトー Nathalie Arthaud                     | 労働者の闘争 （LO）       | 202,548    | 0.56      |            |           |
| ジャック・シュミナド Jacques Cheminade                  | 連帯と進歩                | 89,545     | 0.25      |            |           |
| 有効票                                                  | 有効票                    | 35,883,209 | 98.08     | 34,861,353 | 94.18     |
| 白票・無効票                                            | 白票・無効票              | 701,190    | 1.92      | 2,154,956  | 5.82      |
| 投票総数                                                | 投票総数                  | 36,584,399 | 100.00    | 37,016,309 | 100.00    |
| 有権者数（投票率）                                      | 有権者数（投票率）        | 46,028,542 | 79.48     | 46,066,307 | 80.35     |
| 出典：Élection présidentielle 2012（2012年8月19日閲覧） |                           |            |           |            |           |

## 争点
欧州金融危機にあえぐ中、雇用・経済対策が主な争点となった。財政規律を図り緊縮路線を打ち出すサルコジ陣営に対し、雇用の拡大や公共投資を重視するオランド陣営が真っ向から対立。ユーロ圏における大国の大統領選なだけに、その結果はヨーロッパ全土に大きな影響を与えるとして注目された。
また、サルコジ政権に対する信任投票としての意味合いも強い。サルコジ政権下で失業率が10%にまで達したことに対し、有権者からの反発は強い。野党側も「失業率を5%以下に下げるとした公約に違反する」と批判した。
サルコジ個人の大統領としての資質も大きな争点となった。品格に欠ける言動や、庶民とかけ離れた派手な生活スタイルが度々マスコミから非難されていた。

## 選挙戦の流れ

### 世論調査
第一回投票
第二回投票

### 第1回投票前
フランスの世論調査期間「IFOP」が2012年1月に実施された序盤戦の世論調査では、社会党のオランドが1位で、現職のサルコジは2位に留まった。また、極右・国民戦線のルペンは3位、3度目の立候補となる中道派のバイルは4位となっている。サルコジとオランドの2名による決選投票を想定した調査でも、10ポイント近くオランドがリードという結果となった。またフランス共産党と左翼党などで構成される左翼戦線のメランション候補も、各種世論調査で10％以上の支持を集めている。
選挙期間中の3月にミディ＝ピレネー連続銃撃事件が発生し、治安対策が争点として浮上。
保守派として移民政策に厳しい対応を示していることや、事件の指揮を執る姿が積極的にメディアに露出したことが奏功し、事件後に行われた世論調査では、サルコジが支持率でオランドを逆転するケースが増えてきた。
一方、極左・メランションと極右・ルペンの支持率を合わせると、全体の約3割にも及んでいる。この背景には欧州金融危機による社会の閉塞感に対する打開策を見い出せない二大政党（国民運動連合・社会党）に対する不満が指摘されている。
第1回投票の結果、オランドが28.6%の得票で1位、現職のサルコジは27.2%で2位に留まった。一方、ルペンが国民戦線として過去最高得票の17.9%を獲得し、決選投票の鍵を握ることになった。

### 第2回投票前
5月6日に行われる第2回投票を前にした4月30日に世論調査会社「IPSOS」が発表した調査では、オランドが53％で首位を維持し、現職のサルコジ大統領を6ポイントほど上回った。また、決選投票の結果を左右するとされる国民戦線の支持者で、第1回投票においてルペンを支持した回答者のうち、54％がサルコジに投票すると回答、オランドは14％で残り32％は投票先を明らかにしていない。ルペン自身はどちらも支持せず白票を投じると表明し、支持者には自由投票を求めた。
左派・メランション、中道・バイルはともにオランド支持を打ち出し、再選を目指すサルコジにとっては打撃となった。また、与党所属のジャック・シラク元大統領までもが野党のオランド支持を表明した。
5月2日には決選投票前の唯一のテレビ討論が生放送で行われ、2人が直接対決で激突した。劣勢を跳ね返そうと攻撃を繰り出すサルコジに対して、オランドは比較的冷静に対処し、専門家の分析では討論による選挙情勢への影響は少ないと見られる。

### 投票結果
5月6日に行われた決選投票の結果、51.67%の得票でオランドが勝利した。現職の大統領の敗北はジスカール・デスタン以来31年ぶりのことである。事前の世論調査よりも2名の差は縮まったものの、サルコジは劣勢を跳ね返せなかった。
大統領就任後の6月には、議会総選挙が行われ、社会党が議会の安定多数を確保して勝利した。

## その後
- ニコラ・サルコジ陣営は、選挙期間中に不正会計を行い、法定上限を超える選挙費用を使用した疑惑が浮上した[13]。2021年9月30日、パリの裁判所は、法定上限を2千万ユーロ以上超えて支出したとして、サルコジに禁錮1年の実刑判決を言い渡した [14]。